# Crillon-le-Brave
Crillon-le-Brave är en kommun i departementet Vaucluse i regionen Provence-Alpes-Côte d'Azur i sydöstra Frankrike. Kommunen ligger i kantonen Mormoiron som tillhör arrondissementet Carpentras. År 2022 hade Crillon-le-Brave 489 invånare.

## Befolkningsutveckling
Antalet invånare i kommunen Crillon-le-Brave
| Referens: INSEE |